# Malte König
Malte König (* 14. März 1973 in Darmstadt) ist ein deutscher Historiker.

## Wissenschaftliche Laufbahn
Malte König studierte Geschichte, Philosophie und Französisch in Aachen, Liège und Berlin. 2005 wurde er an der Universität Köln bei Wolfgang Schieder promoviert. In seiner Dissertation untersuchte er, wie sich das deutsch-italienische Achsenbündnis unter dem Druck des Zweiten Weltkrieges veränderte. An der Universität des Saarlandes arbeitete er ab 2007 als wissenschaftlicher Assistent, bis er 2014 ebendort mit einer Studie zur Geschichte der Prostitution in Frankreich, Italien und Deutschland habilitierte. Auf eine Beschäftigung an der Goethe-Universität Frankfurt am Main folgten Lehrstuhlvertretungen an der Universität Duisburg-Essen, der Universität des Saarlandes und der Eberhard Karls Universität Tübingen. Von 2020 bis 2024 war er Gastwissenschaftler der Freien Universität Berlin und untersuchte kosmopolitische Praktiken in der Zwischenkriegszeit. Seit 2024 ist König wissenschaftlicher Mitarbeiter am Institut für Zeitgeschichte im Projekt „Akten zur Auswärtigen Politik der Bundesrepublik Deutschland“.

## Schriften (Auswahl)

### Monographien
- Der Staat als Zuhälter. Die Abschaffung der reglementierten Prostitution in Deutschland, Frankreich und Italien im 20. Jahrhundert (= Bibliothek des Deutschen Historischen Instituts in Rom, Bd. 131), Berlin / Boston 2016.
- Kooperation als Machtkampf. Das faschistische Achsenbündnis Berlin-Rom im Krieg 1940/41 (= Italien in der Moderne, Bd. 14), Köln 2007.

### Herausgeberschaft
- mit Gabriele B. Clemens und Marco Meriggi (Hg.): Hochkultur als Herrschaftselement. Italienischer und deutscher Adel im langen 19. Jahrhundert (= Reihe der Villa Vigoni, Bd. 25), Berlin / Boston 2011.
- mit Christoph Cornelißen (Hg.), Schwerpunktheft „Skandalgeschichte“, Geschichte in Wissenschaft und Unterricht 69.1-2 (2018).

### Aufsätze
- Esperanto in der Zwischenkriegszeit. Ein kosmopolitisches Projekt auf dem Prüfstand. In: Historische Zeitschrift 314.1 (2022), S. 68–104.
- Shopping in wartime Italy. On the purchases made by German troops, tourists, and politicians, 1940/1941. In: War in History 28.4 (2021), S. 848–869.
- Racism within the Axis. Sexual Intercourse and Marriage Plans between Italians and Germans, 1940-3. In: Journal of Contemporary History 54.3 (2019), S. 508–526.
- „Geschichte ist machbar, Herr Nachbar!“ Die Umbenennung der Berliner Kochstraße in Rudi-Dutschke-Straße, 2004–2008. In: Vierteljahreshefte für Zeitgeschichte 66.3 (2018), S. 463–486.
- Greenpeace im Visier Frankreichs. Die Versenkung der „Rainbow Warrior“ als medialer und diplomatischer Skandal 1985/86. In: Geschichte in Wissenschaft und Unterricht 69.1-2 (2018), S. 5–17.
- Syphilisangst in Frankreich und Deutschland. Hintergrund, Beschwörung und Nutzung einer Gefahr 1880–1940. In: Malte Thießen (Hg.): Infiziertes Europa. Seuchen im langen 20. Jahrhundert (= Historische Zeitschrift, Beiheft 64), München 2014, S. 50–75.
- Geburtenkontrolle. Abtreibung und Empfängnisverhütung in Frankreich und Deutschland, 1870–1940. In: Francia 38 (2011), S. 127–148.
- Franco Basaglia und das Gesetz 180. Die Auflösung der psychiatrischen Anstalten in Italien 1978. In: Petra Terhoeven (Hg.): Italien, Blicke. Neue Perspektiven der italienischen Geschichte des 19. und 20. Jahrhunderts, Göttingen 2010, S. 209–233.